# Dead Silence (film, 1989)
Pour les articles homonymes, voir Dead Silence.
Ne doit pas être confondu avec Dead Silence (film, 2007).
Dead Silence est un film américain de Harrison Ellenshaw sorti en 1989.

## Fiche technique
- Titre : Dead Silence
- Réalisation : Harrison Ellenshaw
- Durée : 92 minutes[1]
- Sortie : 1989

## Distribution
- Clete Keith
- Joseph Scott
- Craig Fleming